# Areskougska fideikommisset
Areskougska fideikommisset instiftades 1793 av Magnus (Måns) Holgersson Areschoug (1733-1798) genom testamente. Det bestod av fyra gårdar i Järrestad härad - Karlaby gård i Östra Vemmerlövs socken, Stiby gård i Stiby  socken, Tommarps Nygård i Östra Tommarps socken och Viarp i Simris socken - vilka förvärvades mellan 1768 och 1784. Fideikommisset upplöstes 1975 i och med att dess siste innehavare översten Per Johan Gunnar Holger Areskoug avled.

## Fideikommissarier
- Holger Areskoug (1768-1847), köpman
- Magnus Ulric Areskoug (1791-1859), vice kronofogde, kronolänsman och handlande i Ystad
- Magnus Holger Areskoug (1825-1904), handlande och fabrikör i Ystad
- Holger Magnus Areskoug (1856-1923), underlöjtnant vid Wendes Artilleriregemente
- Gustaf Ulric Magnus Areskoug (1870-1947), agronom och överkontrollör
- Per Johan Gunnar Holger Areskoug (1904-1975), överste i östra militärområdets reserv